# GSC3627-348
GSC3627-348 — хімічно пекулярна зоря спектрального класу B8, що має видиму зоряну величину в смузі V приблизно  9,4.

## Пекулярний хімічний склад
Зоряна атмосфера GSC3627-348 має підвищений вміст 
Si
.